# Philodice (ave)
Philodice é um gênero de aves apodiformes pertencente à família dos troquilídeos, que inclui os beija-flores. Este gênero possui um total de duas espécies, no qual ambos os representantes estariam anteriormente classificados dentro de Calliphlox ou, ainda, Nesophlox, porém após análises genéticas de DNA mitocondrial, descobriu-se que o primeiro grupo se tratava de três gêneros intimamente relacionados entre si; que se distribuem separadamente pelo sul centro-americano no caso de bryantae, com mitchellii se distribuindo ao noroeste sul-americano, com uma população isolada no Panamá, habitando as bordas e clareiras das florestas tropicais úmidas e florestas montanhosas, bem como florestas secundárias, em paisagens abertas e semi-abertas. Como muitas das espécies de melisugíneos e beija-flores em geral, se alimentam de néctar e ocasionalmente incrementam sua dieta com insetos e outros artrópodes.
Sua primeira espécie, a estrelinha-magenta, encontra-se dentro de um pequeno grupo minoritário de beija-flores com distribuição neoártica, ou seja, localizada mais proximamente da região do hemisfério norte. A tribo Mellisugini apresenta maior quantidade de aves de distribuição mais ao norte. Por sua vez, a espécie-tipo, a estrelinha-zumbidora, se distribui perto de um dos mais importantes hotspots de biodiversidade do mundo, em uma região ao extremo-oeste dos Andes ocidentais sul-americanos, o que abrange partes da Colômbia e do Equador. De acordo com informações do principal órgão de conservação da biodiversidade, as duas espécies estão classificadas como espécies pouco preocupantes, embora pouco se saiba sobre a tendência populacional ou ameaças ao habitat.

## Descrição
Entre as duas espécies, observa-se uma diferença ou divergência significativa de comprimento e de massa corporal. O estrelinha-magenta apresenta cerca dos nove centímetros de comprimento, onde as fêmeas são ligeiramente menores, medindo 7.5 centímetros. Enquanto isso, a estrelinha-magenta possui em torno de 6.8 centímetros, onde alguns indivíduos atingem 7 a 7.5 centímetros de comprimento. O peso de ambas as espécies varia entre 3 a 3.3 gramas, com a última espécie sendo normalmente menor. Ambos os sexos apresentam um bico curto enegrecido retilíneo, além de pés com garras e plumagem majoritariamente em verde-escuro a verde-brilhante. Os machos possuem uma mancha branca característica atrás dos olhos e, por sua vez, as fêmeas apresentam uma linha fina e curvilínea na mesma área. Na garganta dos machos, observa-se um tipo de gorjeira ou gargantilha violeta-púrpura, com uma mancha branca na parte de baixo. Sua cauda bifurcada possui cor roxo-amarronzado e, na fêmea, a cauda é principalmente verde-bronzeado com as coberteiras infracaudais acastanhadas e, nas pontas, enegrecidas. A garganta das fêmeas têm as penas felpudas esbranquiçadas com as laterais mais cinzentas, assim como a faixa branca embaixo. Seu abdômen apresenta plumagem avermelhada, porém mais próxima do castanho ou canela.

## Distribuição e habitat
As estrelinhas, como um grupo que inclui Nesophlox, Chaetocercus, Calliphlox e monotipos Eulidia, Myrmia, Myrtis, e Tilmatura, adicionados por Philodice, são um grupo de ampla distribuição geográfica, distribuindo-se desde o extremo-sul do México, incluindo estado de Oaxaca, seguindo por países de América Central e do Caribe, com sua distribuição continuando até pelo centro-sul da América do Sul, incluindo Brasil e norte da Argentina, Paraguai e Bolívia. No caso das aves dentro de Philodice, estas se distribuem desde norte da Costa Rica seguindo em uma constante até cerca do Panamá central, depois ao extremo sul, próximo à fronteira com a Colômbia, segue, principalmente pelo oeste, até o sul do Equador, por localidades próximas do Peru. A espécie conhecida popularmente pelo nome de estrelinha-zumbidora se distribui a norte da América do Sul, enquanto estrelinha-magenta ocupa o sul da América Central. Dentre os habitats naturais, habitam as bordas e clareiras de florestas nubladas, matagais arbustivos e em florestas secundárias, bem como paisagens andinas e florestas tropicais úmidas colombianas e equatorianas. Em altitude, no Panamá varia entre os 1100 a 1750 metros acima do nível do mar, ao que na Costa Rica, a variação vai entre 700 e 1850 metros. Uma outra espécie, na Colômbia e no Equador, vai entre os 1000 aos 2400 metros acima do solo.

## Sistemática e taxonomia
Esse gênero foi introduzido primeiramente no ano de 1866, durante uma colaboração entre o bibliotecário e ornitólogo francês Étienne Mulsant com os irmãos e colecionadores de espécimes também franceses Jules e Édouard Verreaux. Originalmente, este gênero foi introduzido como um monotipo para classificar a espécie recentemente descrita, estrelinha-zumbidora, que, consequentemente, se torna espécie-tipo. O nome do gênero deriva da língua grega antiga, com a origem do termo remontando a mitologia grega, onde o nome Filódice, representava esposa de Léucipo de Messênia e filha de Ínaco, tornando-se depois a mãe das nobres messenianas Hlaeira, Febe e, de acordo com alguns, Arsínoe. Ambas as espécies estariam anteriormente classificadas dentro de Calliphlox, que atualmente descreve um gênero monotípico a incluir a estrelinha. Em 2017, após uma série de estudos de filogenética molecular publicados pelo pesquisador e ornitólogo McGuire, em conjunto com van Remsen Jr. e Stiles, ambas suas espécies seriam movidas para o ressurgido Philodice, antes estando classificadas em Nesophlox. Possivelmente o identificador de aves mais conservador dentre internacionais, BirdLife International, publicadora do Handbook of the Birds of the World, classifica as espécies em Calliphlox, além de não reconhecer ou aceitar Philodice, assim como Howard and Moore Complete Checklist of the Birds of the World. Entretanto, a taxonomia de Clements, a publicação do Cornell Lab of Ornithology junto com o eBird, assim como o South American Classification Committee e o correlato norte-americano, bem como a União dos Ornitólogos Internacional, reconhecem a validação de Philodice como detentor das estrelinhas zumbidora e magenta.

### Espécies[3][17]
- Philodice bryantae (Lawrence, 1867), estrelinha-magenta — pode ser encontrada desde o centro de El Salvador, principalmente nas proximidades da Costa Rica, seguindo constantemente até o centro do Panamá
- Philodice mitchellii (Bourcier, 1847), estrelinha-zumbidora — espécie-tipo; pode ser encontrada desde a fronteira entre o Panamá e, então, segue à Colômbia, onde se distribui pelo oeste e continua ao sul do Equador